# Municipio di Umeå
Il Municipio di Umeå (Umeå rådhus in svedese) è uno storico edificio nonché sede municipale della città di Umeå in Svezia.

## Storia
Il palazzo venne eretto nel 1890 secondo il progetto dell'architetto Fredrik Olaus Lindström laddove sorgeva l'antico municipio della città, andato distrutto durante l'incendio del 1888.

## Descrizione
L'edificio presenta uno stile neorinascimentale.